# Peter Mutharika

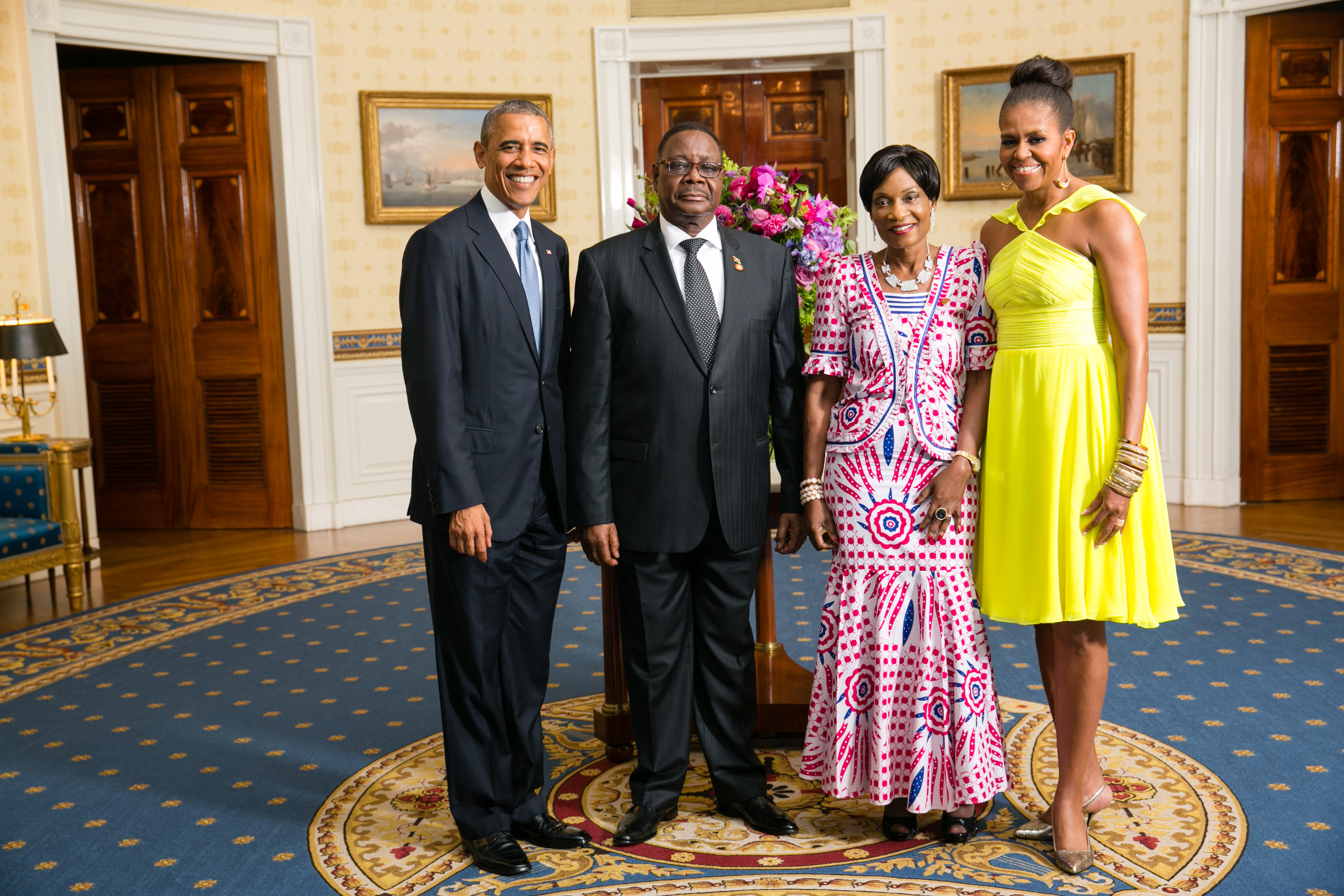
President Barack Obama en first lady Michelle Obama ontmoeten Peter Mutharika en zijn vrouw in het Witte Huis.

Arthur Peter Mutharika (Thyolo, 1940) is een Malawische hoogleraar en politicus. Tussen 2014 en 2020 was hij de president van Malawi.

## Biografie
Mutharika studeerde aan de Universiteit van Londen en de Yale University en was gedurende enkele decennia actief als hoogleraar op onder meer de Universiteit van Dar es Salaam in Tanzania, de Universiteit van Addis Abeba in Ethiopië, de Universiteit van Makerere in Oeganda en de Washington-universiteit in de Verenigde Staten. Hij was ook werkzaam als advocaat. In 2008 won hij de International Jurist Award.
Zijn broer, Bingu wa Mutharika, was van 2004 tot 2012 president van Malawi. In zijn navolging mengde Mutharika zich ook in de politiek. Namens de partij van zijn broer, de Democratic Progress Party (DPP), werd hij in 2009 verkozen in het Malawische parlement en tevens was hij in dat jaar adviseur tijdens zijn broers herverkiezingscampagne. In het hierop volgende kabinet bekleedde Mutharika diverse ministerschappen, achtereenvolgens dat van Justitie (2009-2010), Onderwijs en Wetenschap (2010-2011) en Buitenlandse Zaken (2011-2012).
In zijn periode als minister werd Mutharika door zijn broer naar voren geschoven om hem als partijleider (en president) op te volgen na de verkiezingen van 2014. Kritische DPP-kopstukken die het hier niet mee eens waren, onder wie vicepresident Joyce Banda, werden uit de partij gezet. Er ontstond verder controverse over het gerucht dat Mutharika tijdens zijn carrière in de Verenigde Staten de Amerikaanse nationaliteit zou hebben aangenomen, waardoor hij volgens de Malawische grondwet niet in aanmerking zou komen voor het presidentschap. Uiteindelijk bleek hij slechts in het bezit te zijn van een Green Card.

### Presidentschap
In 2012, twee jaar voor het verstrijken van zijn presidentiële termijn, overleed Bingu wa Mutharika onverwacht. Hij werd opgevolgd door vicepresident Banda, ondanks dat zij inmiddels niet meer tot de DPP behoorde en haar eigen People's Party (PP) had opgericht. Mutharika werd partijleider van de DPP en slaagde erin de presidentsverkiezingen van 2014 met 36,4% van de stemmen te winnen. Lazarus Chakwera van de Malawi Congress Party (MCP) werd tweede (27,8%) en Banda strandde op 20,2%. Mutharika werd op 31 mei 2014 beëdigd als president. Drie dagen hierna volgde een inhuldigingsceremonie in het Kamazustadion in Blantyre.
Het presidentschap van Mutharika werd onder meer gekenmerkt door corruptieschandalen, waartegen de bevolking massaal protesteerde. Toch stelde Mutharika zich bij de presidentsverkiezingen van 2019 verkiesbaar voor een tweede ambtstermijn. Tijdens deze verkiezingen werd de regerende DPP veelvuldig beschuldigd van grootschalige manipulatie. Waarnemers van de oppositie zouden zijn bedreigd en lijsten met verkiezingsresultaten werden vervalst door middel van correctievloeistof. Deze verkiezing kwam daardoor vooral bekend te staan als de Tipp-Ex-verkiezing. Ondanks alle onregelmatigheden werd Mutharika door de Hoge Raad van Justitie uiteindelijk toch uitgeroepen als de winnaar, waarna hij op 28 mei 2019 werd aangesteld voor een nieuwe vijfjarige termijn.
Terwijl door zowel voor- als tegenstanders van Muthurika felle demonstraties werden gehouden, trokken de oppositiepartijen naar het Hooggerechtshof in een poging de verkiezingen ongeldig te laten verklaren. Pas in februari 2020 kregen zij hun gelijk en werd duidelijk dat er nieuwe verkiezingen uitgeschreven dienden te worden. De verkiezingsdatum werd twee keer verschoven en viel uiteindelijk op 23 juni 2020. Mutharika verzamelde dit keer bijna 40% van de stemmen en werd daarmee overtuigend verslagen door zijn naaste uitdager Lazarus Chakwera (MCP), die zo'n 60% van de stemmen kreeg. Chakwera nam het presidentschap op 28 juni 2020 over.
In augustus 2021 onderzoekt het Grondwettelijk Hof een beroep dat is ingediend door de Progressieve Democratische Partij van Peter Mutharika. Hij roept op tot het annuleren van de presidentsverkiezingen van 2020 omdat vier van zijn vertegenwoordigers geen zitting hadden in de kiescommissie.